# Liste der Kreisstraßen im Odenwaldkreis
Die Liste der Kreisstraßen im Odenwaldkreis ist eine Auflistung der Kreisstraßen im hessischen Odenwaldkreis.

## Abkürzungen
- K: Kreisstraße
- L: Landesstraße

## Liste
Die Kreisstraßen behalten die ihnen zugewiesene Nummer innerhalb des Regierungsbezirks Darmstadt in der Regel auch bei einem Wechsel in einen anderen Landkreis oder in eine kreisfreie Stadt. Nicht vorhandene bzw. nicht nachgewiesene Kreisstraßen werden in Kursivdruck gekennzeichnet, ebenso Straßen und Straßenabschnitte, die unabhängig vom Grund (Herabstufung zu einer Gemeindestraße oder Höherstufung) keine Kreisstraßen mehr sind. 
Der Straßenverlauf wird in der Regel von Nord nach Süd und von West nach Ost angegeben.
| Nr.   | Verlauf |
| ----- | --- |
| K 32  | L 3120 – Falken-Gesäß – K 33 – L 3119 in Finkenbach                                                        |
| K 33  | K 32 in Falken-Gesäß – L 3119                                                                              |
| K 37  | (K 37 im Kreis Bergstraße) – Kreisgrenze – Raubach – Hinterbach – L 3105 in Finkenbach                     |
| K 39  | L 3108 bei Reußenkreuz – Ober-Sensbach – L 3120 vor Unter-Sensbach                                         |
| K 40  | Hesselbach – Landesgrenze – (K 3919 im Neckar-Odenwald-Kreis, Baden-Württemberg)                           |
| K 41  | – Hetzbach                                                                                                 |
| K 42  | in Erbach – Erlenbach – Bullau                                                                             |
| K 43  | in Dorf-Erbach – Erbuch                                                                                    |
| K 44  | – Ernsbach                                                                                                 |
| K 45  | – Würzberg – Staatsgrenze – (MIL 7 im Landkreis Miltenberg, Bayern)                                        |
| K 46  | – Günterfürst – Haisterbach                                                                                |
| K 47  | in Hüttenthal – Güttersbach – L 3120                                                                       |
| K 48  | Etzean –                                                                                                   |
| K 49  | L 3260 in Unter-Mossau – K 95 – in Erbach                                                                  |
| K 50  | L 3260 in Ober-Mossau – Steinbuch – in Steinbach                                                           |
| K 51  | L 3105 in Unter-Ostern – Rohrbach – L 3260 in Ober-Mossau                                                  |
| K 52  | L 3105 in Unter-Ostern – Ober-Ostern – Kreisgrenze – (K 52 im Kreis Bergstraße)                            |
| K 74  | /L 3065 – Wersau –                                                                                         |
| K 75  | – Fränkisch-Crumbach – K 79 – K 76 – / in Reichelsheim                                                     |
| K 76  | Eberbach – K 75 in Reichelsheim                                                                            |
| K 77  | (K 77 im Kreis Bergstraße) – Kreisgrenze – Freiheit-Laudenau – Laudenau – Klein-Gumpen – / in Reichelsheim |
| K 79  | K 75 in Fränkisch-Crumbach – in Unter-Gersprenz                                                            |
| K 80  | in Höchst im Odenwald – Dusenbach                                                                          |
| K 81  | L 3260 in Nieder-Kainsbach – Affhöllerbach                                                                 |
| K 82  | L 3106 in Brensbach – K 88 – Wallbach                                                                      |
| K 85  | L 3106 – Forstel – in Mümling-Grumbach                                                                     |
| K 86  | L 3318 – K 87 – Kirchbrombach – K 88 – L 3414 in Langenbrombach                                            |
| K 87  | Birkert – K 86                                                                                             |
| K 88  | K 82 – Böllstein – K 211 (– Abzweig nach Hembach) – K 86 in Kirchbrombach                                  |
| K 89  | L 3414 in Langenbrombach – in Rehbach                                                                      |
| K 91  | /L 3414 in Zell im Odenwald – K 92 – Momart                                                                |
| K 92  | K 91 in Zell im Odenwald – Weiten-Gesäß – in Michelstadt                                                   |
| K 94  | L 3349 – Staatsgrenze – (MIL 3 im Landkreis Miltenberg, Bayern)                                            |
| K 95  | K 49 – Elsbach                                                                                             |
| K 96  | Fürstengrund – L 3318 in Bad König                                                                         |
| K 99  | L 3259 in Lützel-Wiebelsbach West – Lützel-Wiebelsbach – L 3259 (2011 zur Gemeindestraße abgestuft)        |
| K 100 | L 3259 in Neustadt bei Breuberg – Rai-Breitenbach                                                          |
| K 103 | Hetschbach –                                                                                               |
| K 112 | (K 112 im Landkreis Darmstadt-Dieburg) – Kreisgrenze – K 113 – L 3106                                      |
| K 113 | K 112 – Kreisgrenze zeitweise am nordwestlichen Straßenrand – Pfirschbach                                  |
| K 115 | L 3106 (– Abzweig nach Annelsbach) – L 3106                                                                |
| K 116 | (K 116 im Landkreis Darmstadt-Dieburg) – Kreisgrenze – Hassenroth – L 3318                                 |
| K 118 | Kreisgrenze bei Hippelsbach –                                                                              |
| K 211 | K 88 – nahe der Spreng                                                                                     |
| K 212 | – Höchst im Odenwald – Sandbach (– Abzweig zur ) – Neustadt bei Breuberg                                   |

## Nummerierung der Kreisstraßen im Regierungsbezirk Darmstadt
Die Kreisstraßen im Regierungsbezirk Darmstadt wurden ursprünglich nach einem bestimmten Nummernplan durchnummeriert. Hierbei wählte man für den Landkreis Bergstraße die niedrigsten und für den Main-Kinzig-Kreis die höchsten Kreisstraßennummern.
Die Nummerierung erfolgte in der Regel in folgender Reihenfolge:
Landkreis Bergstraße, Odenwaldkreis, Landkreis Darmstadt-Dieburg, Kreis Groß-Gerau, kreisfreie Stadt Darmstadt, Landkreis Offenbach, kreisfreie Stadt Offenbach am Main, Wetteraukreis, Rheingau-Taunus-Kreis, Hochtaunuskreis, kreisfreie Stadt Wiesbaden, Main-Taunus-Kreis, kreisfreie Stadt Frankfurt am Main und schließlich Main-Kinzig-Kreis.
Auch die Nummerierungen der Kreisstraßen im Lahn-Dill-Kreis und im Landkreis Limburg-Weilburg, die seit dem 1. Januar 1981 zum Regierungsbezirk Gießen gehören, folgen großenteils noch diesem Nummernplan.